# Изабелин (Гродненская область)
Изабе́лин (бел. Ізабэлін) — деревня в Волковысском районе Гродненской области Беларусь. Административный центр Изабелинского сельсовета.

## География
Находится в 0.5 км от автодороги Гродно — Брест, в 10 км от г. Волковыск и в 115 км от г. Гродно. Через деревню протекает река Хоружёвка.

## История
д. Изабелин известна с конца XVI века под названием Петуховичи. До второй половины XVIII века д. Изабелин называлась д. Петухово, затем перешла в собственность Яна Флеминга, который 1750 году переименовал д. Петухово в д. Изабелин в честь своей дочери Изабеллы Чарторыйской (родилась в 1746 году).
В настоящее время д. Изабелин является центром Изабелинского сельского совета, в состав которого входят 16 населённых пунктов: д. Изабелин, д. Хоружанцы, д. Романовка, д. Дрогичаны, д. Жорновка, х. Рунги, д. Матвеевцы, д. Улезлы, д. Низяны, д. Низянки, д. Павловщина, д. Ельцевщина, д. Трунцы, д. Богди, д. Боубли, д. Хоружево. Общее число населения по результатам переписи 2007 года 2003 человека.

## Сфера обслуживания
В деревне функционируют Дом культуры, сельская библиотека, филиал музыкальной школы, средняя школа и детский сад, 1 ФАП, почтовое отделение, аптека в настоящее время совмещена территориально и функционально с ФАПом (фельдшер ФАПа исполняет обязанности аптекаря), в Изабелинском сельсовете функционирует Матвеевская участковая больница в агрогородке Матвеевцы, Дом культуры.

## Религия
В д. Изабелин расположена православная церковь Святого Михаила Архангела (конец XVIII века). Также действует католический костёл святых Петра и Павла, изначально возведённый в 1778 году как кальвинистская церковь, также служил храмом для лютеран.

## Культура
- Музейная экспозиция «Ізабелін кулінарны» филиала «Изабелинский Дом культуры» ГУК «Волковысский районный Центр культуры и народного творчества»

## Лица
- Абрамчук Николай Иванович — Герой Советского Союза. В честь Николая Ивановича в д. Изабелин установлена мемориальная доска.
- Франк, Моше (משה פרנק[ивр.]) (1894—1969) — израильский педагог.